# Антиох II Теос
Антио́х II Теос (др.-греч. Ἀντίοχος Β' Θεός; ок. 286 — 246 до н. э.) — царь государства Селевкидов в 261 — 246 до н. э..

## Биография
Вскоре после прихода к власти Антиох II развязал Вторую Сирийскую войну против Птолемея II Филадельфа, которая продолжалась на протяжении многих лет и в значительной мере ослабила государство Селевкидов. Во время этой войны Антиох получил своё прозвище Теос (др.-греч. Θεός — «Бог»). Так его нарекли жители Милета, в ознаменование свержения силами селевкидской армии тирана Тимарха.
Воспользовавшись ослаблением империи, около 250 до н. э. о своей независимости заявили наместники Парфии и Бактрии — Андрагор и Диодот соответственно. Потеря этих провинций заставила Антиоха просить мира, который был ему предоставлен и подкреплён свадьбой с египетской принцессой.
Но так как Антиох был уже женат, ему пришлось расстаться со своей первой супругой Лаодикой и взять в жёны дочь Птолемея II Беренику. Этот брачный союз между Селевкидами и Птолемеями упоминается в книге пророка Даниила, где царь Египта назван «царём южным», а царь государства Селевкидов — «царём северным».
Однако, после смерти Птолемея II в 246 до н. э. Антиох оставил Беренику с малолетним сыном в Антиохии и перебрался в Эфес обратно к своей первой супруге. Тем не менее Лаодика, не забыв нанесенного ей оскорбления, отравила своего мужа. В то же время в Антиохии были убиты законные претенденты на престол — Береника и её сын. После их убийства на престол был возведён сын Антиоха II и Лаодики Селевк II Каллиник.